# Liam Kelly (football, 1995)
Pour les articles homonymes, voir Kelly et Liam Kelly.
Liam Anthony Kelly est un footballeur irlandais né le 22 novembre 1995 à Basingstoke (Angleterre). Il occupe le poste de milieu de terrain au Milton Keynes Dons.

## Biographie

### Reading
En novembre 2013, Kelly signe son premier contrat professionnel avec Reading. En mai 2016, il signe un contrat de deux ans avec Reading.
Le 12 février 2016, Kelly rejoint Bath City en prêt initial d'un mois, prolongé d'un mois supplémentaire le 11 mars, puis jusqu'à la fin de la saison le 10 avril 2016.
Kelly fait ses débuts avec Reading le 23 août 2016 à domicile contre Milton Keynes Dons en EFL Cup, remplaçant George Evans. Son premier match en championnat a lieu le 22 octobre 2016 à l'extérieur contre Rotherham United.
Le 30 décembre, il signe un nouveau contrat le liant à Reading jusqu'à l'été 2019.
Il marque son premier but pour le club le 2 janvier 2017 lors d'une victoire 3-2 contre Bristol City.
Le 6 juillet 2017, Kelly prolonge son contrat avec Reading pour trois ans.

### Feyenoord
Le 8 juillet 2019, Kelly s'engage avec Feyenoord pour trois ans, moyennant un montant non divulgué,.
Le 8 janvier 2020, Oxford United obtient son prêt jusqu'à la fin de la saison 2019-2020. Le 21 août 2020, son prêt est prolongé d'une saison supplémentaire.

### Rochdale
Le 24 août 2021, Kelly signe un contrat de deux ans avec Rochdale.

### Crawley Town
Le 22 juin 2023, Crawley Town annonce la signature de Kelly pour deux ans.
Le 19 mai 2024, il marque le deuxième but en finale des barrages de League Two contre Crewe Alexandra au stade de Wembley, contribuant à la victoire 2-0 et à la promotion en League One.

### Milton Keynes Dons
Le 4 juillet 2024, Kelly rejoint Milton Keynes Dons (League Two) pour un montant non communiqué. Il débute sous ses nouvelles couleurs le 10 août 2024 lors d'une défaite 1-2 à domicile contre Bradford City. Le 19 octobre 2024, il inscrit son premier but pour le club d'une frappe lointaine lors d'une victoire 3-1 à l'extérieur contre Morecambe.